# Girls und Panzer: Der Film
Girls und Panzer: Der Film (japanisch ガールズ&パンツァー 劇場版, Gāruzu & Pantsā: Gekijōban; mit dem deutschen Untertitel GIRLS und PANZER der FILM) ist ein Anime-Film aus dem Jahr 2015.
Er entstand unter der Regie von Tsutomu Mizushima und ist die Fortsetzung der Anime-Serie Girls und Panzer (2012). Produziert wurde der Film von Studio Actas.

## Handlung
Der Film spielt einige Zeit nach den Ereignissen der Fernsehserie. Das Senshadō-Team der Ōarai-Präfektur-Mädchenschule bestreitet zusammen mit der Mannschaft der Chihatan-Schule ein Doppel-Freundschaftsmatch gegen St. Gloriana und Prawda, doch wegen der impulsiven Natur des Chihatan-Teams endet der Wettstreit trotz des harten Einsatzes von Ōarai in deren Niederlage. Als das Ōarai-Team jedoch zur Schule zurückkehrt, erwartet sie eine böse Überraschung: Trotz ihres Sieges im 63. Senshadō-Schulturnier hat das japanische Bildungsministerium an seiner Entscheidung festgehalten, die Schule zu schließen. Die Mädchen werden somit gezwungen, ihre Sachen zu packen und am nächsten Morgen ihr Schulschiff im Hafen von Ōarai zu verlassen.
Während die allgemeine Moral der Ōarai-Schülerinnen wegen des sicheren Verlusts ihrer Schule am Boden liegt, begegnet Miho beim Besuch eines Teddymuseums einem Mädchen namens Alice Shimada, der Erbin und Kommandantin des Shimada-Universitätsteams, die genau wie Mihos eigene Familie eine lange Senshadō-Tradition pflegt. Indessen setzt die Ōarai-Schülerpräsidentin Anzu alle Hebel in Bewegung und schafft es, die prominentesten Mitglieder des japanischen Senshadō-Komitees – darunter Mihos Mutter, Shiho Nishizumi – dazu zu bewegen, mit dem Argument, dass die Absetzung eines Champions einen Verlust für die Senshadō-Tradition bedeutet, Druck auf den Bildungsminister auszuüben. Dieser kommt ihnen daraufhin mit dem Versprechen entgegen, die Ōarai-Schule weiterbestehen zu lassen, wenn diese sich in einem nationalen Qualifikationsmatch gegen Shimada behauptet.
Allerdings stellt der Minister, der Ōarai gerne fallen sehen möchte, extrem unfaire Bedingungen für das Match: Ōarais Senshadō-Mannschaft von 8 muss sich einer Übermacht von 30 Feindpanzern stellen, und für den Sieg müssen sämtliche Panzer einer Seite abgeschossen werden. Am Tag des Wettkampfs findet sich deswegen unerwartete, aber hochwillkommene Verstärkung für das Ōarai-Team ein, als ihre Freundinnen und Bewunderer von Kuromorimine, St. Gloriana, Saunders, Prawda, Anzio, Chihatan und Keizoku unter Ausnutzung eines Schlupflochs in den Turnierregeln zusätzliche Mannschaftsmitglieder und Panzer zur Verfügung stellen und damit Shimadas zahlenmäßige Überlegenheit ausgleichen. Mit dem Beginn des Matches erweist Alice sich als talentierte Strategin, und das vereinte Ōarai-Team erleidet in der ersten Phase erhebliche Verluste. Dazu kommt noch, dass der Minister dem Shimada-Team den Einsatz eines überschweren Mörsers bewilligt hat, doch das Ōarai-Team kann die Waffe entdecken und ausschalten.
Die nächste Phase der Schlacht verlagert sich in einen ausgedienten Freizeitpark, wo es Ōarai mit einigen ausgefallenen Strategien und unter Ausnutzung ihrer Umgebung gelingt, die Reihen ihrer Kontrahenten allmählich zu lichten. Als dann aber Alice persönlich eingreift, weitet sich das Match in ein wildes Eliminierungsderby auf beiden Seiten aus, bis vom Ōarai-Team nur noch Miho und ihre Schwester Maho Alice in einem letzten Duell gegenüberstehen. Durch die Zusammenarbeit der beiden Schwestern trägt Ōarai schließlich den Sieg davon und kann (zur herben Enttäuschung des Bildungsministers) wieder in ihre Schule zurückkehren.
Jōyō Shimbun, eine japanische Zeitung mit Sitz in der Präfektur Ibaraki, berichtete, dass im Dezember 2012 eine Fortsetzung von Girls und Panzer geplant sei. Ein Moment der Dementis, die Entstehung des Films wurde im April 2013 mit Tsutomu Mizushima als Regisseur bestätigt.

## Veröffentlichung
Girls und Panzer: Der Film startete am 21. November 2015 in den japanischen Kinos sowie in einer 4DX-Fassung am 20. Februar 2016. Er spielte über 1,6 Milliarden Yen bei einer Million Kinogängern ein.
Im März 2016 wurde der Film in Deutschland von KSM Anime lizenziert. Außerdem gab die Firma auf der AnimagiC bekannt, dass sie den Film Anfang 2017 in den deutschen Kinos veröffentlichen wollen. Dieses Vorhaben wurde jedoch später wegen der geplanten Kinoausstrahlung des Yu-Gi-Oh!-Films The Dark Side of Dimensions zum etwa gleichen Zeitpunkt jedoch verworfen und der Film in seiner deutschen Version direkt auf DVD und Bluray veröffentlicht. Girls und Panzer: Der Film erschien am 13. März 2017 in Deutschland auf DVD und Blu-ray Disc.

## Synchronsprecher

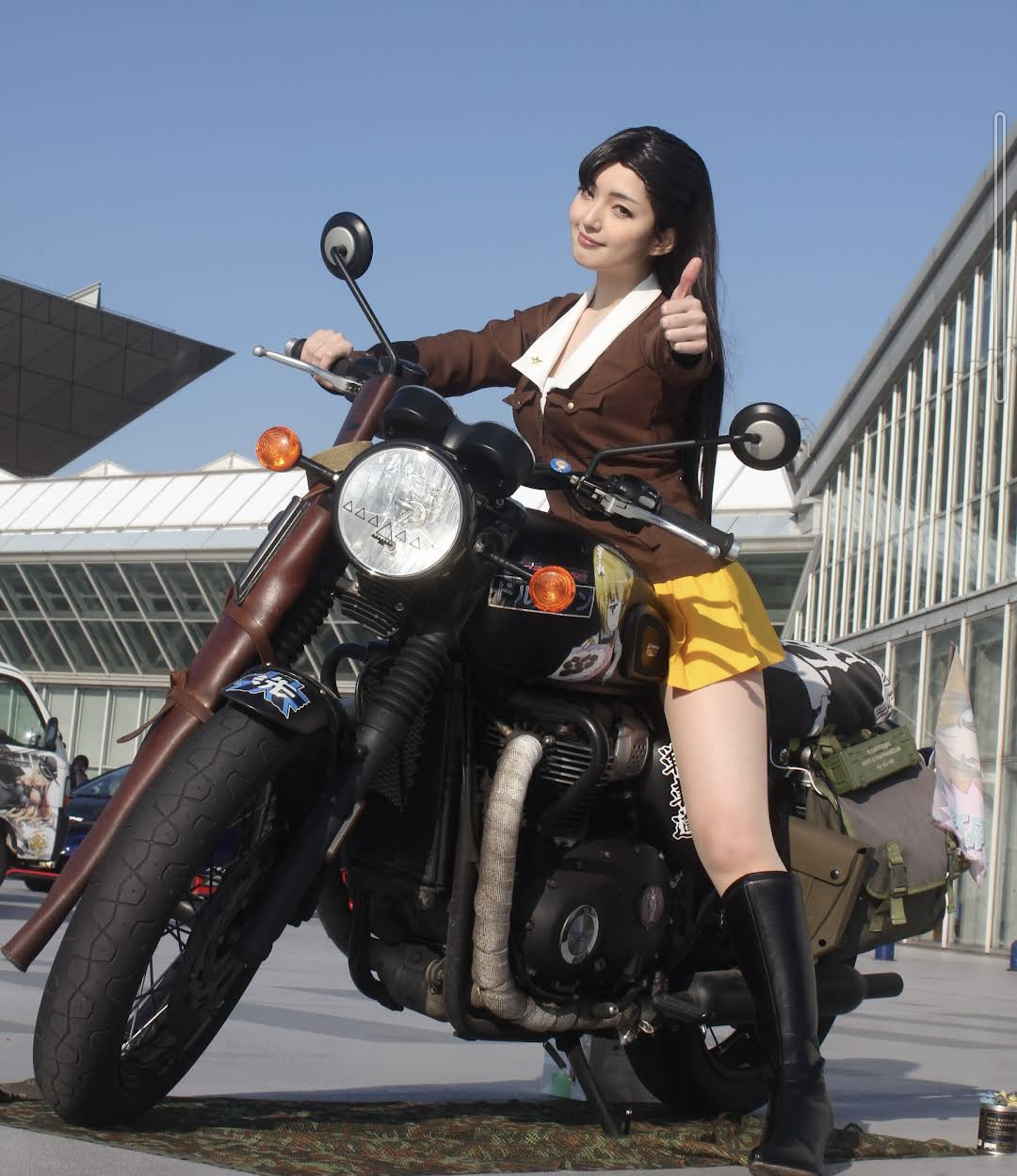
Eine Cosplayerin posiert auf einem Motorrad zum Bild aus dem Anime „Girls und Panzer“

Die Synchronisation entstand in den G&G Studios in Kaarst. Richard Westerhaus übernahm Dialogregie und Dialogbuch.
| Figur                  | Japanischer Sprecher | Deutscher Sprecher     |
| ---------------------- | -------------------- | ---------------------- |
| Akebi Sasaki           | Sakura Nakamura      | Fabienne Hesse         |
| Aki                    | Shino Shimoji        | Jamie Lee Blank        |
| Alice Shimada          | Ayana Taketatsu      | Sarah Tkotsch          |
| Alisa                  | Aya Hirano           | Nicole Hise            |
| Ami Chouno             | Hekiru Shiina        | Gabriele Wienand       |
| Anzu Kadotani          | Misato Fukuen        | Charlotte Uhlig        |
| Assam                  | Satomi Akesaka       | Vivien Faber           |
| Aya Oono               | Chuna                | Katharina von Daake    |
| Ayumi Yamagou          | Nozomi Nakazato      | Esther Brandt          |
| Azusa Sawa             | Hitomi Takeuchi      | Annette Potempa        |
| Beamter                | Daisuke Kageura      | Tom Jacobs             |
| Carpaccio              | Saori Hayami         | Signe Zurmühlen        |
| Chiyomi Anzai          | Maya Yoshioka        | Jennifer Weiß          |
| Darjeeling             | Eri Kitamura         | Julia von Tettenborn   |
| Erika Itsumi           | Hitomi Nabatame      | Milena Karas           |
| Fukuda                 | Naomi Oozora         | Moira May              |
| Hana Isuzu             | Mami Ozaki           | Demet Fey              |
| Karina Sakaguchi       | Konomi Tada          | Johanna Bergmann       |
| Katjusha               | Hisako Kanemoto      | Rieke Werner           |
| Kay                    | Ayako Kawasumi       | Corinna Dorenkamp      |
| Kinuyo Nishi           | Asami Seto           | Tanya Kahana           |
| Maho Nishizumi         | Rie Tanaka           | Birte Baumgardt        |
| Mako Reizei            | Yuka Iguchi          | Jana Kilka             |
| Miho Nishizumi         | Mai Fuchigami        | Samira Jakobs          |
| Mika                   | Mamiko Noto          | Jenny Bischoff         |
| Momo Kawashima         | Kana Ueda            | Betül Jülide Gülgec    |
| Nonna                  | Sumire Uesaka        | Silke Linderhaus       |
| Noriko Isobe           | Mika Kikuchi         | Nadja Godzina          |
| Pepperoni              | You Taichi           | Luisa Wietzorek        |
| Riko Matsumoto (Erwin) | Satomi Moriya        | Iris R. Hassenzahl     |
| Rukuriri               | Masayo Kurata        | Mayke Dähn             |
| Saori Takebe           | Ai Kayano            | Patricia Strasburger   |
| Shiho Nishizumi        | Yumi Tōma            | Katja Liebing          |
| Shinobu Kawanishi      | Mari Kirimura        | Jessica Walther-Gabory |
| Taeko Kondou           | Maya Yoshioka        | Kerstin Kramer         |
| Takako Suzuki          | Eri Sendai           | Christiane Werk        |
| Takeko Nogami (Oryou)  | Ayuru Oohashi        | Tabea Hilbert          |
| Yukari Akiyama         | Ikumi Nakagami       | Katrin Heß             |
| Yuuki Utsugi           | Yuri Yamaoka         | Meri Dogan             |
| Yuzu Koyama            | Mikako Takahashi     | Ela Paul               |